# Dobrotin (miasto Leskovac)
Dobrotin (cyr. Добротин) – wieś w Serbii, w okręgu jablanickim, w mieście Leskovac. W 2011 roku liczyła 320 mieszkańców.